# Hóa học hạt nhân

Phân rã alpha là một loại phân rã phóng xạ, trong đó hạt nhân nguyên tử phát ra hạt alpha, và do đó biến đổi (hoặc "phân rã") thành một nguyên tử có số khối giảm 4 và số nguyên tử giảm 2.

Hóa học hạt nhân là một nhánh của hóa học xử lý các vấn đề phóng xạ, các quy trình hạt nhân, như chuyển đổi hạt nhân, và các tính chất hạt nhân.
Hóa học hạt nhân nghiên cứu các nguyên tố hóa học phóng xạ như họ actini, radi và radon cùng với lĩnh vực hóa học liên quan đến thiết bị (chẳng hạn như lò phản ứng hạt nhân) mà được thiết kế để thực hiện các quy trình hạt nhân. Điều này bao gồm sự ăn mòn của bề mặt vật chất và hành vi trong điều kiện của các hoạt động bình thường và bất thường (chẳng hạn như trong một vụ tai nạn hạt nhân) của các thiết bị trên. Một lĩnh vực quan trọng của ngành này là hành vi của các đồ vật và vật liệu sau khi được đưa vào kho hoặc bãi rác chất thải phóng xạ.
Bộ môn này bao gồm việc nghiên cứu các hiệu ứng hóa học do sự hấp thụ của bức xạ trong động vật sống, thực vật và các vật liệu khác. Hóa học bức xạ kiểm soát nhiều sinh học bức xạ vì bức xạ có ảnh hưởng đến sinh vật ở quy mô phân tử, giải thích nó một cách khác, bức xạ thay đổi các chất sinh hóa trong cơ thể, sự thay đổi của các phân tử sinh học sau đó thay đổi các tính chất hóa học xảy ra bên trong cơ thể, sự thay đổi trong hóa học sau đó có thể dẫn đến một biến đổi sinh học. Kết quả là hóa học hạt nhân hỗ trợ rất nhiều cho các phương pháp điều trị y tế (điều trị ung thư bằng xạ trị) và phát triển các phương pháp điều trị trên.
Hóa học hạt nhân bao gồm việc nghiên cứu sản xuất và sử dụng các nguồn phóng xạ cho một loạt các quy trình. Các quy trình này bao gồm ứng dụng xạ trị trong y học; sử dụng chất phóng xạ trong công nghiệp, khoa học và môi trường; và việc sử dụng bức xạ hạt nhân để sửa đổi các vật liệu như polymer.
Hóa học hạt nhân cũng bao gồm việc nghiên cứu và sử dụng các quy trình hạt nhân ở các lĩnh vực không phóng xạ trong hoạt động của con người. Ví dụ, quang phổ cộng hưởng từ hạt nhân (NMR) được sử dụng rộng rãi trong hóa học hữu cơ tổng hợp và hóa học vật lý và phân tích cấu trúc trong hóa học đại phân tử.